# Microdon lazuli
Microdon lazuli är en tvåvingeart som först beskrevs av Hull 1944.  Microdon lazuli ingår i släktet myrblomflugor, och familjen blomflugor. Inga underarter finns listade i Catalogue of Life.